# Відекут
Відекут (рум. Vidăcut) — село у повіті Харгіта в Румунії. Входить до складу комуни Сечел.
Село розташоване на відстані 231 км на північний захід від Бухареста, 70 км на захід від М'єркуря-Чука, 110 км на південний схід від Клуж-Напоки, 93 км на північний захід від Брашова.

## Населення
За даними перепису населення 2002 року у селі проживали 352 особи.
Національний склад населення села:
| Національність | Кількість осіб | Відсоток |
| -------------- | -------------- | -------- |
| румуни         | 218            | 61,9%    |
| угорці         | 131            | 37,2%    |

Рідною мовою назвали:
| Мова      | Кількість осіб | Відсоток |
| --------- | -------------- | -------- |
| румунська | 219            | 62,2%    |
| угорська  | 133            | 37,8%    |